# Viviz
Viviz (кор.: хангиль: 비비지; стилізується як VIVIZ) — південнокорейський жіночий гурт, сформований BPM Entertainment, що складається з колишніх учасників GFriend: Инха, СінБі та Омджі. Гурт дебютував 9 лютого 2022 року з мініальбомом Beam of Prism.

## Назва
Назва групи, Viviz, є абревіатурою фрази «Vivid dayZ». Крім того, корейська вимова «бі-бі-джі» пов'язана з іменами учасниць: Инха (Jung Eun bi), СінБі (Hwang Eun bi) і Омджі (Um ji). Фандом має назву Na.V.

## Кар'єра

### 2021–донині: дебют зBeam of Prism, участь уQueendom 2таSummer Vibe
6 жовтня 2021 року було оголошено, що Инха, СінБі та Омджі, які були колишніми учасницями GFriend, підписали контракт з BPM Entertainment і знову дебютують як гурт з трьома учасницями. 8 жовтня оголошена назва гурту — Viviz.
24 січня 2022 BPM Entertainment оголосили дату дебюту нового жіночого гурту — 9 лютого 2022. Viviz дебютували з мініальбомом Beam of Prism. 10 лютого гурт виступив на шоу Mnet M Countdown. 16 лютого, рівно через тиждень після дебюту, вони отримали першу перемогу на музичну шоу MBC M Show Champion. 21 лютого Mnet оголосили, що Viviz братимуть участь у другому сезоні змагального реаліті-шоу Queendom. Viviz посіли 3 місце у фіналі. 26 квітня гурт з'явився у Grammy's Global Spin — відеопроєкті від Академії звукозапису США для просування музичних виконавців з цього світу. Вони виконали свій дебютний сингл «Bop Bop!» у Dongdaemun Design Plaza в Сеулі. Viviz стали першим жіночим K-pop-гуртом, який було запрошено до цього проєкту. 23 червня BPM Entertainment оголосили про вихід другого мініальбому Viviz під назвою Summer Vibe 6 липня. 21 жовтня стало відомо, що гурт випустить спеціальний сингл «Rum Pum Pum» 27 жовтня для платформи Universe
5 січня 2023 BPM Entertainment оголосили про вихід третього мініальбому Viviz «Various» 31 січня. 11 жовтня 2023 Viviz повідомили про вихід четвертого мініальбому Versus 2 листопада.

## Учасниці
| Псевдонім    | Справжнє ім'я                     | Дата народження |
| ------------ | --------------------------------- | --------------- |
| Инха (은하)  | Чон Ин бі (정은비, Jung Eun Bi)   | 30 травня 1997  |
| СінБі (신비) | Хван Ин бі (황은비, Hwang Eun Bi) | 3 червня 1998   |
| Омджі (엄지) | Кім Йе вон (김예원, Kim Ye Won)   | 19 серпня 1998  |

## Дискографія

### Мініальбоми
| Назва         | Деталі | Пікові позиції у чартах | Пікові позиції у чартах | Продажі                                         |
| Назва         | Деталі | KOR                     | JPN                     | Продажі                                         |
| ------------- | --- | ----------------------- | ----------------------- | ----------------------------------------------- |
| Beam of Prism | - Реліз: 9 лютого 2022 - Лейбл: BPM Entertainment - Формат: CD, цифрове завантаження, стриминг                                                                                          | 2                       | 42                      | - Південна Корея: 50,000 - Японія: 1,141 (Фіз.) |
| Summer Vibe   | - Реліз: 6 липня 2022 - Лейбл: BPM Entertainment - Формат: CD, цифрове завантаження, стриминг                                                                                           | 8                       | 45                      | - Південна Корея: 78,774 - Японія: 1,005 (Фіз.) |
| Various       | - Реліз: 31 січня 2023 - Лейбл: BPM Entertainment - Формат: CD, цифрове завантаження, стриминг                                                                                          | 4                       | 40                      | - Південна Корея: 82,932 - Японія: 1,286 (Фіз.) |
| Versus        | - Реліз: 2 листопада 2023 - Лейбл: BPM Entertainment - Формат: CD, цифрове завантаження, стриминг Трек-лист 1. «MANIAC» 2. «Untie» 3. «Overflow» 4. «Day by day» (한 걸음) 5. «Up 2 Me» | 9                       | —                       | - Південна Корея: 55,554                        |

### Сингли
| Назва                                                                            | Рік  | Пікові позиції у чартах | Пікові позиції у чартах | Пікові позиції у чартах | Пікові позиції у чартах | Альбом        |
| Назва                                                                            | Рік  | KOR Circle              | KOR Songs               | SGP Reg.                | US World                | Альбом        |
| -------------------------------------------------------------------------------- | ---- | ----------------------- | ----------------------- | ----------------------- | ----------------------- | ------------- |
| «Bop Bop!»                                                                       | 2022 | 102                     | 60                      | —                       | 5                       | Beam of Prism |
| «Loveade»                                                                        | 2022 | 191                     | —                       | —                       | —                       | Summer Vibe   |
| «Pull Up»                                                                        | 2023 | 151                     | —                       | —                       | —                       | Various       |
| «Maniac»                                                                         | 2023 | 14                      | 14                      | 19                      | —                       | Versus        |
| «—» релізи, що не потрапили у чарти або не були випущені у відповідних регіонах. |      |                         |                         |                         |                         |               |

### Промо-сингли
| Назва         | Рік  | Пікові позиції у чартах | Альбом            |
| Назва         | Рік  | KOR Down.               | Альбом            |
| ------------- | ---- | ----------------------- | ----------------- |
| «Rum Pum Pum» | 2022 | 40                      | Сингл без альбому |

### Саундтреки
| Назва                                | Рік  | Пікові позиції у чартах | Альбом                    |
| Назва                                | Рік  | KOR Down.               | Альбом                    |
| ------------------------------------ | ---- | ----------------------- | ------------------------- |
| «Come On Baby Tonight» (늘 지금처럼) | 2022 | 39                      | Ditto OST Part 5          |
| «Make Me Love U»                     | 2023 | 130                     | Bo-ra! Deborah OST Part 7 |
| «Spoiler»                            | 2023 | 88                      | My Lovely Liar OST Part 1 |

### Інші пісні у чартах
| Назва                         | Рік  | Пікові позиції у чартах | Альбом                                     |
| Назва                         | Рік  | KOR Down.               | Альбом                                     |
| ----------------------------- | ---- | ----------------------- | ------------------------------------------ |
| «Intro»                       | 2022 | 81                      | Beam of Prism                              |
| «Fiesta»                      | 2022 | 40                      | Beam of Prism                              |
| «Tweet Tweet»                 | 2022 | 47                      | Beam of Prism                              |
| «Lemonade»                    | 2022 | 46                      | Beam of Prism                              |
| «Love You Like»               | 2022 | 41                      | Beam of Prism                              |
| «Mirror» (거울아)             | 2022 | 34                      | Beam of Prism                              |
| «Time for the Glory»          | 2022 | 88                      | <Queendom 2> Part 1-1                      |
| «Unnatural»                   | 2022 | 104                     | <Queendom 2> Part 2-2                      |
| «Purr» (with Kep1er as Kev1z) | 2022 | 118                     | <Queendom 2> Position Unit Battle Part 1-2 |
| «Bop Bop!» (Highteen version) | 2022 | 159                     | <Queendom 2> Fantastic Queendom 1-1        |
| «Red Sun!» (환상)             | 2022 | 65                      | <Queendom 2> Final                         |
| «Siesta»                      | 2022 | 78                      | Summer Vibe                                |
| «Party Pop»                   | 2022 | 79                      | Summer Vibe                                |
| «Love Love Love»              | 2022 | 67                      | Summer Vibe                                |
| «#Flashback»                  | 2022 | 91                      | Summer Vibe                                |
| «Dance» (춤)                  | 2022 | 92                      | Summer Vibe                                |
| «Blue Clue»                   | 2023 | 42                      | Various                                    |
| «Love or Die»                 | 2023 | 54                      | Various                                    |
| «Vanilla Sugar Killer»        | 2023 | 52                      | Various                                    |
| «Overdrive»                   | 2023 | 50                      | Various                                    |
| «So Special»                  | 2023 | 55                      | Various                                    |
| «Untie»                       | 2023 | 98                      | Versus                                     |
| «Up 2 Me»                     | 2023 | 103                     | Versus                                     |
| «한 걸음 (Day by day)»        | 2023 | 108                     | Versus                                     |
| «Overflow»                    | 2023 | 109                     | Versus                                     |

## Відеографія

### Музичні відео
| Назва         | Рік  | Режисер(и)                        | Прим.  |
| ------------- | ---- | --------------------------------- | ------ |
| «Bop Bop!»    | 2022 | Yeom Woo-jin                      | [ 30 ] |
| «Loveade»     | 2022 | Shin Hee-won (st-wt)              | [ 31 ] |
| «Rum Pum Pum» | 2022 | Studio Saipens                    | [ 32 ] |
| «Pull Up»     | 2023 | Kim Ja-kyoung (Flexible Pictures) | [ 33 ] |
| «Maniac»      | 2023 | Kim Ja-kyoung (Flexible Pictures) | [ 34 ] |

## Фільмографія

### Телешоу
| Рік  | Назва      | Роль     | Прим. |
| ---- | ---------- | -------- | ----- |
| 2022 | Queendom 2 | Учасниці | [ 7 ] |

## Нагороди і номінації
| Церемонія                   | Рік  | Категорія                      | Номінант / Робота | Результат | Прим.  |
| --------------------------- | ---- | ------------------------------ | ----------------- | --------- | ------ |
| Brand of the Year Awards    | 2022 | Female Rookie Idol of the Year | Viviz             | Перемога  | [ 35 ] |
| Hanteo Music Awards         | 2023 | Emerging Artist                | Viviz             | Перемога  | [ 36 ] |
| Hanteo Music Awards         | 2023 | Popular Performance Group      | Viviz             | Перемога  | [ 36 ] |
| K-Global Heart Dream Awards | 2022 | K-Global Hot Star Award        | Viviz             | Перемога  | [ 37 ] |
| Universal Superstar Awards  | 2024 | Universal Social Icon          | Viviz             | Перемога  | [ 38 ] |

## Нотатки
1. ↑  Пісня «Rum Pum Pum» була випущена як промо-сингл для платформи Universe.